# Tilmann Bredenbach
Tilmann Bredenbach (* 1526 in Emmerich; † 6. Mai 1587 in Köln) war ein deutscher römisch-katholischer Geistlicher und Theologe.

## Leben
Bredenbach war der Sohn des Matthias Bredenbach, ein katholischer Humanist und Rektor der Schule von Emmerich. Dort erhielt er seine erste Ausbildung. Wohl an der Universität Köln erwarb er den Magistergrad in den Freien Künsten. 1565 wechselte er an die Universität Ingolstadt, an der er zum Dr. theol. promoviert wurde. Dort freundete er sich mit Martin Eisengrein an, mit dem er in der weiteren Zeit im wissenschaftlichen Austausch stand und Reisen nach Rom unternahm.
Bredenbach wurde zunächst Kanoniker in Antwerpen, wechselte 1567 nach Bonn und schließlich als solcher zu St. Gereon in Köln, wohin er sich wandte, um die Nähe zur Universität für seine wissenschaftliche Arbeit zu nutzen. 1569 wurde ihm der Vorsitz des geistlichen Ratskollegiums in Bonn übertragen.
Er galt als eifriger Verfechter des katholischen Glaubens.

## Werke (Auswahl)
- Catechismvs Catholicvs Reverendiss. Qvondam Dn. Michaelis Episcopi Merspvrgensis, Quentel, Köln 1562 (lateinische Übersetzung von katechetischen Predigten des Mainzer Weihbischofs und Bischofs von Merseburg Michael Helding).
- Belli Livonici Qvod Magnvs Moschoviae Dvx, Anno 1558, contra Liuones gessit, noua & memorabilis historia, Cholinus, Köln 1564 (über den Livländischen Krieg).
- Fasciculus sacrarum et plane mellifluarum precationum, Köln 1580.
- Collationes sacrae, 2 Bände, Cholinus, Köln 1584–1591.
- kontroverstheologische Abhandlungen über die guten Werke, die Reliquienverehrung, das Fegefeuer